# Гришино (Шелковская волость)
Гришино — деревня в Великолукском районе Псковской области России. Входит в состав сельского поселения «Черпесская волость».
Расположена на севере района, на правом берегу реки Ловать, в 45 км к северу от райцентра Великие Луки и в 10 км к северу от волостного центра, деревни Черпесса.

## Население
Численность населения деревни по состоянию на 2000 год составила 2 жителя, на 2010 год — 1 житель.